# Masters of the Sun Vol. 1
Masters of the Sun Vol. 1 — en español: Maestros del Sol Vol.1 — es el séptimo álbum de estudio del grupo musical estadounidense Black Eyed Peas. Un álbum político vagamente inspirado en la novela gráfica del mismo nombre y en el clima social contemporáneo de los Estados Unidos, se aleja de los álbumes de danza electrónica y pop de The Black Eyed Peas The E.N.D. y The Beginning, marcando un retorno al estilo de hip hop y boom bap del grupo en sus primeros años de carrera. El álbum fue el primero de Black Eyed Peas en ocho años, y el primero acreditado como Black Eyed Peas (sin el prefijo 'the') desde Bridging the Gap en 2000; El álbum también marca la primera aparición de J. Rey Soul como miembro oficial, tras la salida de Fergie a principios de 2018. Precedido por tres sencillos y varios videos musicales, Masters of the Sun Vol. 1 fue lanzado el 26 de octubre de 2018 y es el último álbum de Black Eyed Peas con el sello discográfico Interscope Records.

## Antecedentes
Descritos por will.i.am como "álbum[es] de fiesta", los Black Eyed Peas lanzaron los discos de danza electrónica influenciados por The E.N.D.  y The Beginning en 2009 y 2010, tras la elección presidencial de Estados Unidos de 2008 de Barack Obama como Presidente de los Estados Unidos. La banda se congratuló de la elección de Obama; will.i.am había grabado y lanzado "Yes We Can", un sencillo que promovía la campaña electoral de Obama durante las Primarias del Partido Demócrata, y a menudo afirma que la canción había ayudado a Obama a ser elegido. El sencillo de mayor éxito comercial de la banda durante este periodo, "I Gotta Feeling", se inspiró en la percepción de la banda de estar "en el centro de un enorme cambio en América". El tema se convirtió en la canción digital más vendida de todos los tiempos hasta que fue superado por "Happy" de Pharrell Williams en 2014. A finales de 2010, The E.N.D. había vendido más de once millones de copias en todo el mundo, mientras que The Beginning había vendido más de dos millones de copias en todo el mundo. La banda tenía la intención de volver al estudio para crear su séptimo álbum de estudio poco después del lanzamiento de The Beginning, aunque los frecuentes retrasos y el diagnóstico de Taboo con cáncer testicular en 2014, junto con su posterior tratamiento y recuperación, hicieron que el proyecto quedara en pausa.
El deterioro del clima político y social en los Estados Unidos hacia el final de la Presidencia de Obama causó preocupación en la banda, con muertes por parte de las fuerzas del orden y los disturbios en Ferguson, Misuri, inspirando a la banda a escribir "Ring the Alarm" en 2014. En agosto de 2016, la banda lanzó un remake de "Where Is the Love?", con letras actualizadas y numerosos artistas invitados, abordando temas como el movimiento Black Lives Matter, la violencia armada en Estados Unidos, la guerra civil siria y los crisis de refugiados, y el terrorismo en Europa. La banda propuso el remake como una "[llamada] a la calma" que pedía "detener el odio y la violencia que ha provocado la pérdida de muchas vidas. " En 2017, los Black Eyed Peas colaboraron con Marvel Comics para lanzar Masters of the Sun, una novela gráfica que hace referencia a temas sociales y a la cultura de la calle en Los Ángeles. La adaptación de la novela para dispositivos de realidad aumentada contó con una banda sonora de jazz y soul compuesta por Hans Zimmer, que inspiró el "estado de ánimo" del siguiente álbum de los Black Eyed Peas. will.i.am se empeñó en apartarse del sonido centrado en la pop de The E.N.D. y The Beginning, para consternación del sello discográfico del grupo Interscope.

## Composición
Masters of the Sun Vol. 1 es un álbum político que aborda temas sociales como violencia armada, brutalidad policial, relaciones raciales y los efectos de las redes sociales. will.i.am alegoriza los temas líricos del álbum a un GPS, sintiendo que el "mundo quiere un poco de dirección". El grupo se ciñó a una filosofía general de "arte, inteligencia y corazón" durante el proceso creativo, con el objetivo de representar su carrera filantrópica a través de su música, en contraste con sus anteriores álbumes centrados en producción, y desafiándose a sí mismos para reescribir constantemente las líneas para hacerlas mejor. Musicalmente, el álbum es un retorno al estilo de hip hop y boom bap del grupo de álbumes como Behind the Front y Bridging the Gap, sus dos primeros álbumes publicados en 1998 y 2000, respectivamente. Los Black Eyed Peas también se inspiraron en Atban Klann, un grupo de hip hop de principios de la década de 1990 que involucró a una voluntad adolescente. i.am y apl.de.ap; el grupo a menudo imaginaba lo que sus yos adolescentes habrían escrito sobre el mundo actual. "Big Love" es un tema de pop-rap escrito con la premisa de "recordar al mundo la importancia del amor", estableciendo comparaciones con "Where Is the Love?" del álbum de Black Eyed Peas de 2003 Elephunk. La canción se basa en una sencilla progresión de piano y un arenoso patrón de batería, con una letra que hace referencia a la corrupción gubernamental, adicción a las drogas y control de armas en el marco de un "día en la vida de un niño en América", la línea de apertura de la canción. "Street Livin'" se inspiró en la banda sonora de jazz y soul de la novela gráfica Masters of the Sun, y cuenta con una producción de estilo hip hop de los años 90 y un comentario crítico sobre el racismo institucional y la Reaganomics.

## Promoción
Antes del anuncio y lanzamiento de Masters of the Sun Vol. 1, los Black Eyed Peas lanzaron numerosos sencillos a lo largo de 2018 "Street Livin'" el 9 de enero, "Ring the Alarm" el 18 de mayo, "Get It" el 10 de julio, y "Constant" el 30 de agosto, cada uno de ellos con un  vídeo musical que lo acompañan, los tres primeros con carga política. Coincidiendo con el lanzamiento de "Ring the Alarm", la página web del grupo se actualizó con funciones interactivas que permitían a los usuarios ganar fichas digitales por interacciones positivas con el grupo en las redes sociales, que se podían canjear por contenidos exclusivos y encuentros con el grupo. Masters of the Sun Vol. 1 fue anunciado a través de un comunicado de prensa por The Black Eyed Peas e Interscope Records el 12 de septiembre de 2018. "Big Love" se lanzó simultáneamente como el sencillo de promoción del álbum. Su vídeo musical de dos partes que sensibiliza sobre los movimientos de control de armas y anti-separación en Estados Unidos se estrenó el 21 de septiembre, y los beneficios de las ventas del sencillo fueron donados al grupo activista de control de armas March for Our Lives y al grupo activista contra la separación Families Belong Together. Masters of the Sun Vol. 1 fue lanzado el 26 de octubre de 2018 por Interscope Records, después de haber sido retrasado quince días más allá de su fecha de lanzamiento prevista para el 12 de octubre. La pre-orden del álbum comenzó el 19 de octubre. Fue el primer álbum del grupo en ocho años tras el lanzamiento de The Beginning en 2010.
El grupo apareció como uno de los dos actos en la 2018 AFL Grand Final, junto con el músico de rock australiano Jimmy Barnes, interpretando "Big Love" junto a varios de sus éxitos anteriores con la finalista de La Voz Filipinas Jessica Reynoso. La actuación fue recibida con críticas, especialmente por un momento en el que will.i.am sacó su teléfono a mitad de la actuación, provocando una respuesta de disculpa de will.i.am y Taboo en Twitter. El grupo se embarcará en la gira Masters of the Sun para promocionar el álbum, realizando catorce conciertos por Europa en octubre y noviembre de 2018. Una segunda etapa de la gira en Asia tendrá lugar en 2019.

## Controversia
El músico electrónico británico Lone, junto con su sello discográfico R&S, acusó públicamente a los Black Eyed Peas de samplear ilegalmente su canción de 2013 "Airglow Fires" para el quinto tema de Masters of the Sun, "Constant". R&S alegó que ni el grupo ni Interscope Records se pusieron en contacto con ellos o con Warp Publishing para pedirles permiso para samplear el tema. Tanto Black Eyed Peas como will.i.am se habían visto envueltos anteriormente en controversias legales similares por "Party All the Time" de The E.N.D. y "Let's Go" de #willpower.

## Crítica
Glenn Gamboa de Newsday alabó el álbum como un "bienvenido regreso" de la banda, escribiendo que la banda había "[recuperado] el filo que los Peas tuvieron una vez" en "Yes or No", y destacó la letra con conciencia social de "Ring the Alarm", las influencias del jazz en "Vibrations", y la actuación de Nicole Scherzinger en "Wings" como aspectos positivos.

## Lista de Canciones
| N.º   | Título                                                                   | Producer(s)          | Duración |  |
| 1.    | «Back 2 Hiphop» (con Nas)                                                | Paperboy             | 5:18     |  |
| 2.    | «Yes or No»                                                              | will.i.am            | 5:04     |  |
| 3.    | «Get Ready»                                                              | will.i.am            | 4:10     |  |
| 4.    | «4ever» (con Esthero)                                                    | will.i.am            | 3:48     |  |
| 5.    | «Constant pt.1 pt.2» (con Slick Rick)                                    | U.N.I.               | 5:03     |  |
| 6.    | «Dopeness» (con CL)                                                      | will.i.am            | 4:38     |  |
| 7.    | «All Around the World» (con Phife Dawg, Ali Shaheed Muhammad & Posdnuos) | Muhammad             | 5:01     |  |
| 8.    | «New Wave»                                                               | will.i.am            | 4:54     |  |
| 9.    | «Vibrations pt.1 pt.2»                                                   | U.N.I.               | 4:21     |  |
| 10.   | «Wings» (con Nicole Scherzinger)                                         | will.i.am            | 5:17     |  |
| 11.   | «Ring the Alarm pt.1 pt.2 pt.3»                                          | will.i.am, DJ Motiv8 | 5:58     |  |
| 12.   | «Big Love»                                                               | will.i.am            | 4:35     |  |
| 58:16 |                                                                          |                      |          |  |

| Japanese edition bonus tracks |                                    |             |          |  |
| N.º                           | Título                             | Producer(s) | Duración |  |
| 13.                           | «Street Livin'»                    | will.i.am   | 3:04     |  |
| 14.                           | «Get It»                           | will.i.am   | 3:30     |  |
| 15.                           | «Constant pt.2 (Extended Version)» | U.N.I.      | 6:01     |  |

Notas
- Todos los títulos de las pistas van en mayúsculas, excepto "pt.1 pt 2" en las pistas 5 y 9, y "pt.1 pt.2 pt.3" en la pista 11. Por ejemplo. "Ring the Alarm pt1. pt.2 pt.3" se estiliza como "RING THE ALARM pt.1 pt.2 pt.3".

## Personal
Black Eyed Peas
- will.i.am - voz en todos los temas, piano, teclados, programación, tornamesas.
- apl.de.ap - voz en todos los temas excepto en el 15 [Japan edition], tornamesas.
- Taboo - voz en todos los temas excepto en el 14 [edición japonesa] y en el 15 [edición japonesa], platos giratorios
- J. Rey Soul - voces en todas las pistas excepto en la 3, 7, y 14 [Japan edition]).

Músicos adicionales
- CL - voz (pista 6)
- Lauren Evans - coguionista (temas 3, 5); voz (tema 3)
- Ludacris - productor asociado (pista 7)
- Ali Shaheed Muhammad - bajo (pista 7)
- Nas - voz (pista 1)
- Phife Dawg - voz (pista 7)
- Posdnuos - voz (pista 7)
- Karlina Covington - voz (pista 7)
- Nicole Scherzinger - voz (pista 10)
- Slick Rick - voz (pista 5)
- DJ Motiv8 - coproductor (pista 11)
- Mooky Mook - cocompositor (pistas 1, 4, 6, 7, 11, 12 y 13 [edición de Japón])

## Charts
| Chart (2018)                                              | Peak position |
| --------------------------------------------------------- | ------------- |
| Bélgica (Ultratop Flandes)                                | 167           |
| Bélgica (Ultratop Valonia)                                | 158           |
| Francia (SNEP)                                            | 112           |
| Japón (Billboard Japan)                                   | 94            |
| Suiza (Schweizer Hitparade)                               | 55            |
| Reino Unido UK Album Downloads (OCC)                      | 72            |
| Reino Unido (UK R&B Albums)                               | 27            |
| Estados Unidos US Top R&B/Hip-Hop Album Sales (Billboard) | 35            |

## Historial de Lanzamiento
| País      | Fecha                  | Formatos         | Discográfica          | Catálogo   |
| --------- | ---------------------- | ---------------- | --------------------- | ---------- |
| Australia | 26 de octubre de 2018  | Descarga digital | Interscope            | 1439145773 |
| Australia | 9 de noviembre de 2018 | CD               | Interscope            | 360391     |
| Japón     | 5 de diciembre de 2018 | CD               | Universal Music Japan |            |

## The Masters of the Sun Tour

### Fechas
| Fecha                   | Ciudad        | País         | Recinto               |
| ----------------------- | ------------- | ------------ | --------------------- |
| Europa                  |               |              |                       |
| 27 de octubre de 2018   | Londres       | Inglaterra   | Eventim Apollo        |
| 28 de octubre de 2018   | Londres       | Inglaterra   | Eventim Apollo        |
| 29 de octubre de 2018   | Birmingham    | Inglaterra   | O2 Academy Birmingham |
| 1 de noviembre de 2018  | Mánchester    | Inglaterra   | O2 Apollo Manchester  |
| 2 de noviembre de 2018  | Glasgow       | Escocia      | SSE Hydro             |
| 3 de noviembre de 2018  | Milton Keynes | Inglaterra   | Arena MK              |
| 7 de noviembre de 2018  | Zúrich        | Suiza        | Hallenstadion         |
| 9 de noviembre de 2018  | Hamburgo      | Alemania     | Sporthalle Hamburg    |
| 10 de noviembre de 2018 | Múnich        | Alemania     | Zenith                |
| 12 de noviembre de 2018 | París         | Francia      | Zénith                |
| 13 de noviembre de 2018 | Ámsterdam     | Países Bajos | AFAS Live             |
| 16 de noviembre de 2018 | Berlín        | Alemania     | Max-Schmeling-Halle   |
| 17 de noviembre de 2018 | Bruselas      | Bélgica      | Forest National       |
| 18 de noviembre de 2018 | Düsseldorf    | Alemania     | Merkur Spiel-Arena    |